# Головское (Иркутская область)
Головское — деревня в Жигаловском районе Иркутской области России. Входит в состав Коношановского сельского поселения. Находится на правом берегу реки Лена, примерно в 77 км к северо-северо-востоку (NNE) от районного центра, посёлка Жигалово, на высоте 373 метров над уровнем моря.

## Население
| 2002 | 2010 | 2011 | 2012 |
| ---- | ---- | ---- | ---- |
| 24   | ↘6   | →6   | ↘1   |

По данным Всероссийской переписи, в 2010 году численность населения деревни составляла 6 человек (5 мужчин и 1 женщина).

## Улицы
Уличная сеть деревни состоит из одной улицы (ул. Береговая).